# William Heinesen
Andreas William Heinesen (Tórshavn, 15 de enero de 1900 - Tórshavn, 12 de marzo de 1991) fue un pintor, compositor y poeta feroés.
Su madre era danesa y su padre feroés, y pasó la mayor parte de su vida en las Islas Feroe. Parte de su obra pictórica se halla en el museo de Tórshavn. Recibió el Premio de Literatura del Consejo Nórdico en 1965.

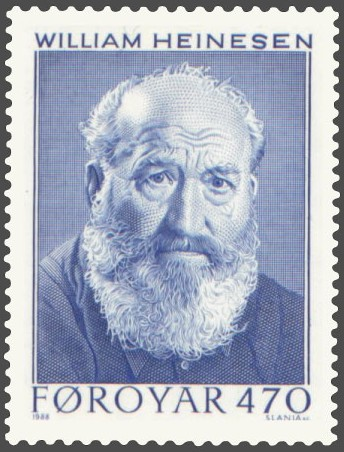
Sello de 1988.

## Obra literaria
Poesía
- 1921 Arktiske Elegier og andre Digte
- 1924 Høbjergningen ved Havet
- 1927 Sange mod Vaardybet
- 1930 Stjernerne vaagner
- 1936 Den dunkle Sol
- 1955 Digte i udvalg (anthologie)
- 1961 Hymne og harmsang
- 1972 Panorama med regnbue
- 1983 Vinterdrøm. Digte i udvalg 1920-30
- 1984 Samlede digte
- 1990 Digte (anthologie)

Cuento
- 1957 Det fortryllede lys
- 1960 Gamaliels besættelse
- 1967 Kur mod onde ånder
- 1970 Don Juan fra Tranhuset
- 1973 Fortællinger fra Thorshavn (anthologie)
- 1975 Grylen og andre noveller
- 1980 Her skal danses
- 1985 Laterna magica

Novela
- 1934 Blæsende Gry
- 1938 Noatun
- 1949 Den sorte gryde
- 1950 De fortabte spillemænd
- 1952 Moder Syvstjerne
- 1964 Det gode håb
- 1976 Tårnet ved verdens ende